# Le Sacrifice d'Yvonne
Pour plus de détails, voir Fiche technique et Distribution.
Le Sacrifice d'Yvonne est un film français réalisé par Léonce Perret, sorti en 1910.

## Fiche technique
- Titre : Le Sacrifice d'Yvonne
- Réalisation : Léonce Perret
- Scénario : Léonce Perret
- Photographie :
- Montage :
- Producteur :
- Société de production : Société des Établissements L. Gaumont
- Société de distribution : Comptoir Ciné-Location
- Pays d'origine :  France
- Langue : film muet avec les intertitres en français
- Format : Noir et blanc — 35 mm — 1,33:1 — Muet
- Genre : Film dramatique
- Métrage : 148 mètres
- Durée : 5 minutes
- Dates de sortie :
  -  France : 23 juillet 1910
  -  États-Unis : 23 août 1910

## Distribution
- Fabienne Fabrèges : Yvonne
- Georges Tréville : Monsieur Georges
- Léonce Perret : le mari
- Yvette Andréyor : l'épouse